# Chapinero
Chapinero es la localidad número dos del Distrito Capital de Bogotá. Está ubicada en el nororiente de la ciudad.

## Toponimia
La localidad de Chapinero debe su nombre a Antón Hero Cepeda, zapatero español, quien poco después del arribo de las huestes de Gonzalo Jiménez de Quesada a la sabana de Bogotá, contrajo matrimonio con la hija del cacique de Usaquén, de quien recibieron como dote una estancia de ciento cincuenta hectáreas, localizada a la orilla del camino que bordea la sierra, cuyo sitio de vivienda estaba situado en el lugar que hoy ocupa la estación de gasolina de la calle 59 con Carrera Séptima. 
Debido a que don Antón era fabricante de chapines, esto es, zapatos de suela de madera y correa de cuero, ideales para el fango que rodeaba el caserío sobre los predios que de él quedaron, fueron apodándolo "el Chapinero".

## Geografía física[9]

### Límites
| Noroeste: Localidades de Barrios Unidos (UPZ Los Andes Autopista Norte y Avenida Caracas) y de Suba (UPZ La Alhambra Autopista Norte) | Norte: Localidad de Usaquén (UPZ Santa Bárbara Avenida NQS-Calle 100, Vía a La Calera)                                | Nordeste: Localidad de Usaquén (Vía La Calera - Cerros Orientales)                                      |
| Oeste: Localidades de Barrios Unidos (UPZ Los Alcázeres Autopista Norte y Avenida Caracas) y Localidad de Teusaquillo (UPZ Galerías)  | | Este: La Calera (Páramo de Las Moyas, Río Teusacá)                                                      |
| Suroeste: Localidades de Teusaquillo (UPZ homónima Avenida Caracas) y de Santa Fe. (Río Arzobispo)                                    | Sur: Localidad de Santa Fe (Río Arzobispo, Camino Real de Monserrate, Vía Hato-Verjón, Río Teusacá Vereda Monserrate) | Sureste: Localidad de Santa Fe (Río Teusacá, Alto El Bonito, Alto de La Cruz Vereda Monserrate) Choachí |

 Extensión
- Área Urbana: 1,315.94 ha (13.16 km²)
- Área Rural: 2,484.95 ha (24.85 km²)
- Área Total: 3,800.89 ha (38.01 km²)

### Orografía
Se distinguen dos zonas: una plana con suaves ondulaciones del piedemonte de los cerros, ubicados en la parte occidental; y otra montañosa compuesta por formaciones sedimentarias de rocas arenosas, duras y resistentes a la erosión y rocas arcillosas blandas, ubicada en la parte oriental, donde nacen las corrientes de agua de la localidad.

### Hidrografía
La localidad tiene varios cuerpos y corrientes de agua dentro de la misma. Algunas quebradas y ríos han sido canalizados para permitir la urbanización de las zonas circundantes. Las dos subcuencas y sus corrientes de agua son:
- Subcuenca del río Arzobispo (Salitre)
  - Canal El Virrey
  - Quebrada Chicó
  - Quebrada La Vieja
  - Quebrada Las Delicias
  - Quebrada Los Olivos
  - Quebrada Moraci
  - Quebrada Pozo Claro
  - Quebrada Puente Piedra
  - Quebrada Rosales
  - Quebrada San Antonio
  - Quebrada Sureña
- Subcuenca del río Teusacá
  - Quebrada Carrizal
  - Quebrada El Coral
  - Quebrada El Juncal
  - Quebrada El Raizal
  - Quebrada Farias
  - Quebrada León
  - Quebrada Santos
  - Quebrada Turin

### Clima
El clima de la localidad de Chapinero es frío, subhúmedo, con tendencia a la lluvia a medida que se avanza en sentido noreste, con vientos de alta intensidad y frecuentes heladas que en época de verano favorecen fenómenos de inversión térmica. 
Como el resto de la ciudad, tiene una temperatura promedio de 14,2 °C, una humedad relativa en los meses lluviosos del 74 a 77 % (en los meses secos, de 66 a 74 %). Tiene una precipitación anual entre los 1.200 y los 1.000 mm. La temperatura más baja registrada fue de -5,5 °C.

## Naturaleza

### Zonas protegidas
En la localidad existen dos áreas protegidas a nivel distrital: Parte de la reserva forestal protectora "Bosque Oriental de Bogotá", ubicada en los cerros orientales; y el área forestal distrital Sierras del Chicó, en el costado oriental de la carrera séptima con calle 100.

## Historia

#### SigloXIX
Durante la Colonia el actual territorio de Chapinero fue un camino entre la capital Santa Fe y los municipios y provincias del norte.
En 1812, el sector empezó a ser poblado por alfareros y artesanos tras la Independencia como proyecto de primer barrio satélite de la capital. Recibió el nombre de El Villorrio pues era una población pequeña y poco urbanizada. En el siglo XIX se construyeron también casas campestres para los acaudalados de Bogotá. Contaba apenas con diez casas de teja. En 1885 se adoptó el nombre de Chapinero, mediante Acuerdo del 17 de diciembre. 

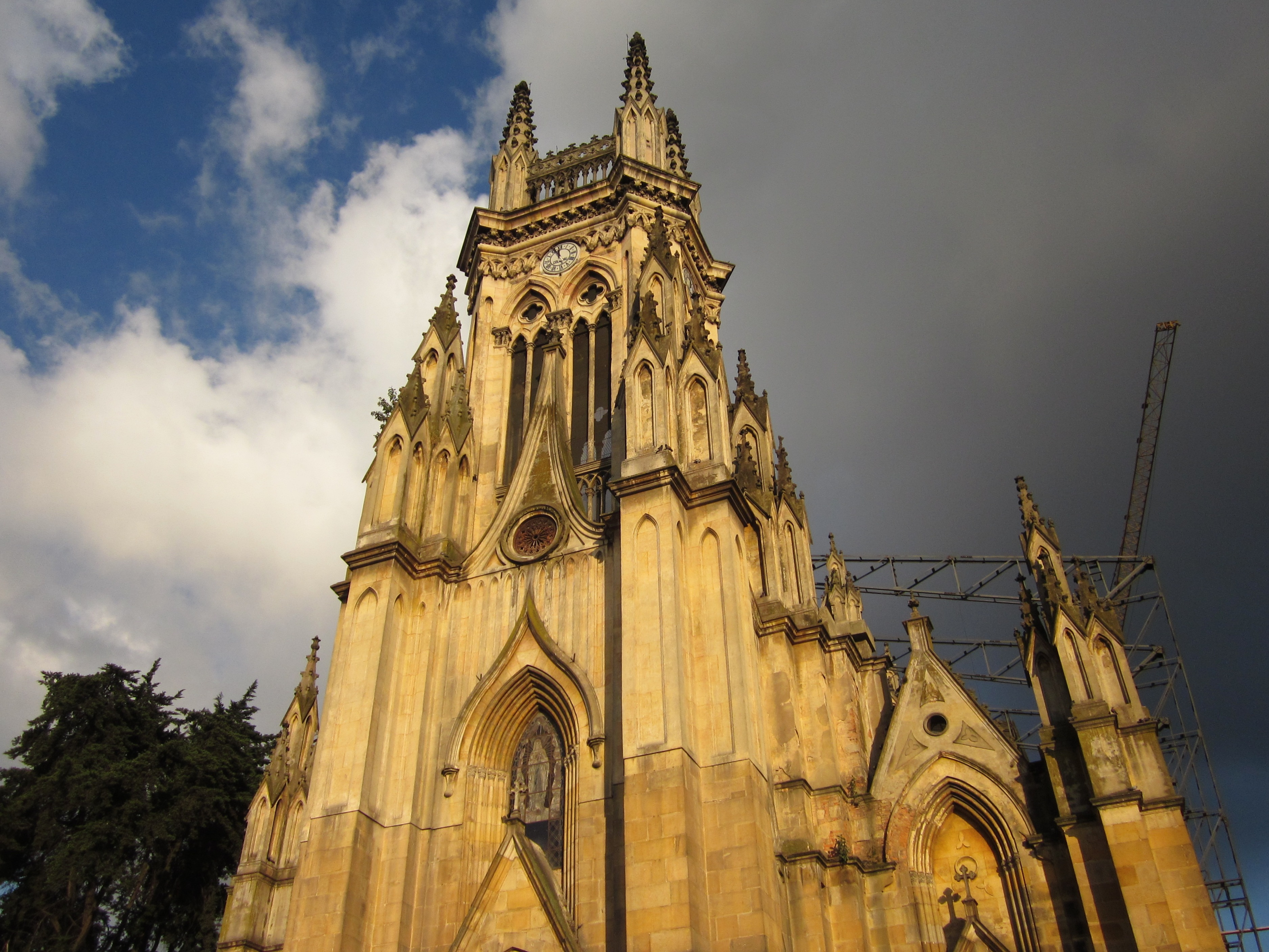
Basílica de Nuestra Señora de Lourdes.

Muchos habitantes y viajeros que pasaban por Bogotá hacían peregrinaciones a Chapinero. Uno de los lugares de culto comenzó a ser la Basílica de Nuestra Señora de Lourdes, que se inauguró en 1904, aunque solo hasta bien entrado el siglo XX tendría su torre central. A finales del XIX, el sector se caracterizó porque ricos propietarios construyeron villas y casonas en sus terrenos. La actual carrera Séptima reemplazó el antiguo Camino a Tunja, y desde 1876 comenzaron a circular carros tirados por caballos (llamados omnibuses), que iban de Usaquén a la Plaza de Bolívar, pasando por el Luna Park. La Alameda Vieja dio así paso a la actual carrera Trece.
El 1 de diciembre de 1884, Chapinero acogió la primera línea del Tranvía de mulas de la ciudad y del país, y que sobre una línea sencilla que partía del Puente de San Francisco (Carrera Séptima con Calle 15, en la nomenclatura actual) terminaba en Chapinero.
También en diciembre de dicho año se instaló el primer aparato telefónico del país en la oficina de los señores González Benito Hermanos en el centro de Bogotá, conectado con otro en Chapinero, dando arranque al servicio de teléfono. En 1888 se estrenó el servicio de acueducto.
Luego el 20 de julio de 1890 y un poco más hacia el occidente, se abrió la actual Avenida Caracas por donde se tendió la línea norte del Ferrocarril de Bogotá, que por el sur llegaba a la Estación de la Sabana y que por el norte llegaría luego hasta Boyacá y la Región de los Santanderes; la Estación de Chapinero estaba ubicada en la actual Calle 63.

#### SigloXX
En 1901 se encendieron en Chapinero las primeras bombillas eléctricas, al igual que en Bogotá, lo que impulsó el desarrollo comercial de la zona. La Guerra de los Mil Días, sin embargo, frustró otros avances.
Por su parte, los primeros asentamientos populares tienen lugar en la zona nororiental de los cerros de Bogotá durante la primera década del siglo, cuando familias campesinas de sectores cercanos emigraron a las afueras de Bogotá trabajando en las fábricas de ladrillos (chircales) y en la industria de la construcción.
Luego la idea fue concebida e impulsada por un grupo de habitantes de todas las clases sociales que con el deseo de ampararse de las epidemias provocadas por la precaria higiene en la capital buscaban campos abiertos, agua y aires más puros. La tierra tenía allí precios más bajos, y resultaba más barato construir casas más amplias, con jardines, y distantes de las inconveniencias sanitarias de la ciudad.
En 1910 se electrificó el tranvía y la ruta más popular de Bogotá siguió siendo la de Chapinero cuyo paradero final era en la calle Sesenta y siete con carrera Trece (estación Muequetá) donde se ubicaba la casa de Eduardo Santos. Allí los usuarios tomaban otra línea del tranvía que subía por la calle Setenta y dos y dos hasta la carrera Séptima. En el mismo año llegaron los primeros automóviles que prestaban el servicio público hasta el Puente del Común perteneciente al Municipio de Chía.
En 1920 se inauguró la avenida Chile, convertida hoy en la sede de las principales instituciones financieras del país. En 1927 la Basílica de Lourdes, fue destruida parcialmente después de una serie de temblores y debió ser remodelada; en ese mismo año llegaron los primeros buses a la ciudad, los que finalmente en 1951 terminarían sustituyendo al sistema de tranvía. Años antes la línea del tren que atravesaba la avenida Caracas fue trasladada a la carrera 30. En 1947 otro terremoto sacudió la Basílica de Lourdes en plena misa, el cielorraso se vino abajo y las torres se derrumbaron.

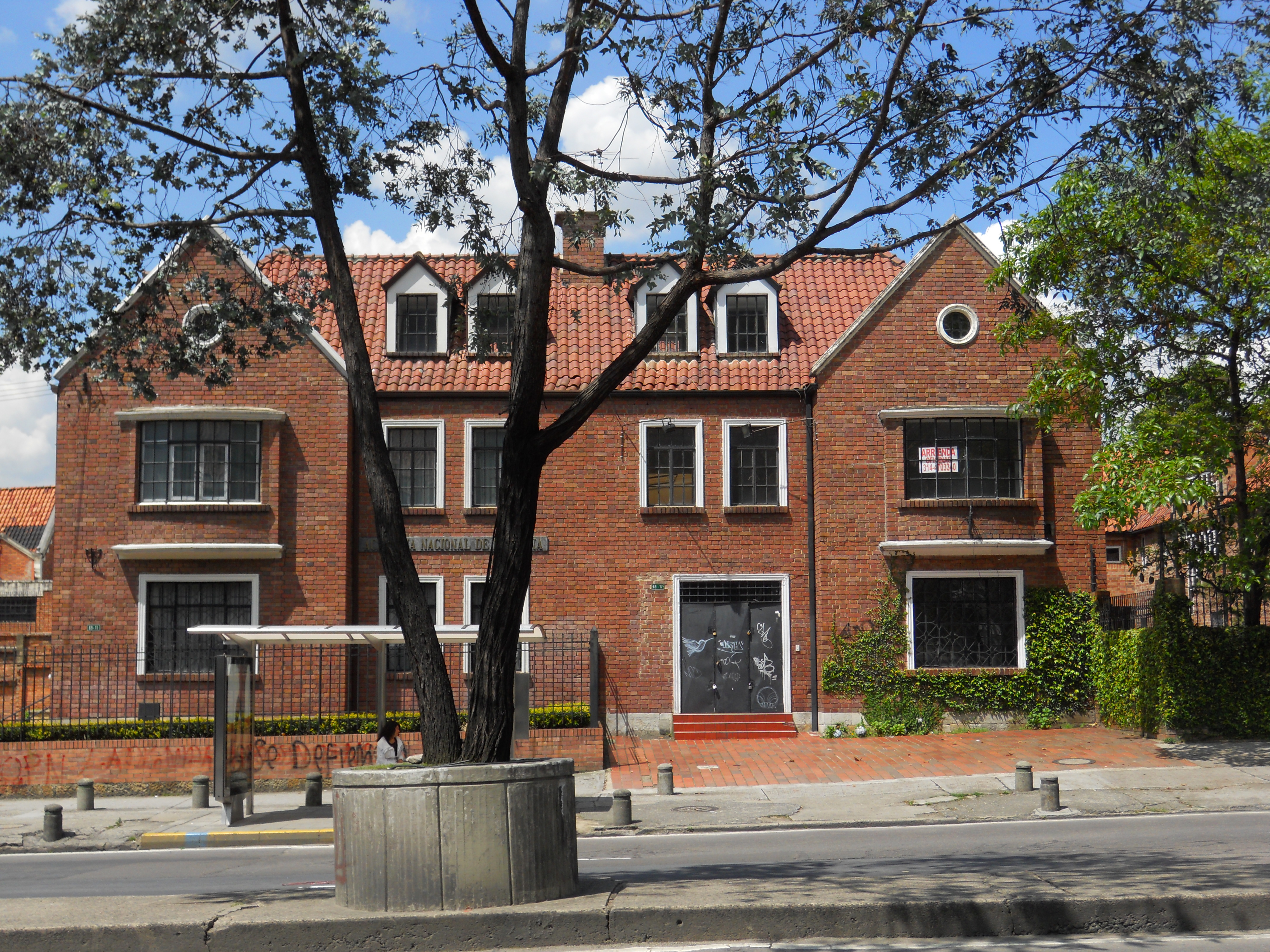
Casas en la carrera Séptima.

Al primer gran asentamiento se les unió otro importante grupo migratorio que, entre los años 1945 y 1950, huía del campo por el violento enfrentamiento de los partidos políticos tradicionales. Cuando se cierran las ladrilleras, sus dueños entregan esos terrenos a las familias que allí trabajaban como pago para que construyeran sus viviendas.
Tras el Bogotazo, el 9 de abril de 1948, Chapinero reemplazó a Teusaquillo como albergue de las clases privilegiadas de la ciudad; esto se dio precisamente gracias al crecimiento de Teusaquillo en los años 1930 que unió definitivamente el caserío de Chapinero como un barrio más de Bogotá, completando el proyecto de barrio satélite. Las familias acaudaladas fueron dejando el centro de la ciudad y trasladándose hacia el norte. De 1945 a 1970 se consolida un Subcentro Comercial para Bogotá en Chapinero, la Avenida Chile y el Chicó.

Al establecerse el Distrito Especial de Bogotá, como área Metropolitana de la ciudad en 1954, se anexaron cinco municipios cercanos, pero al ya ser el caserío de Chapinero tan dependiente a Bogotá, prefirió integrársele totalmente al perímetro de la capital y se constituyó en la primera Zona de la ciudad y el primer Alcalde Menor del Distrito a la parte alta y media de Chapinero, incluyendo los sectores de El  
Lago, Chicó y Cataluña. 

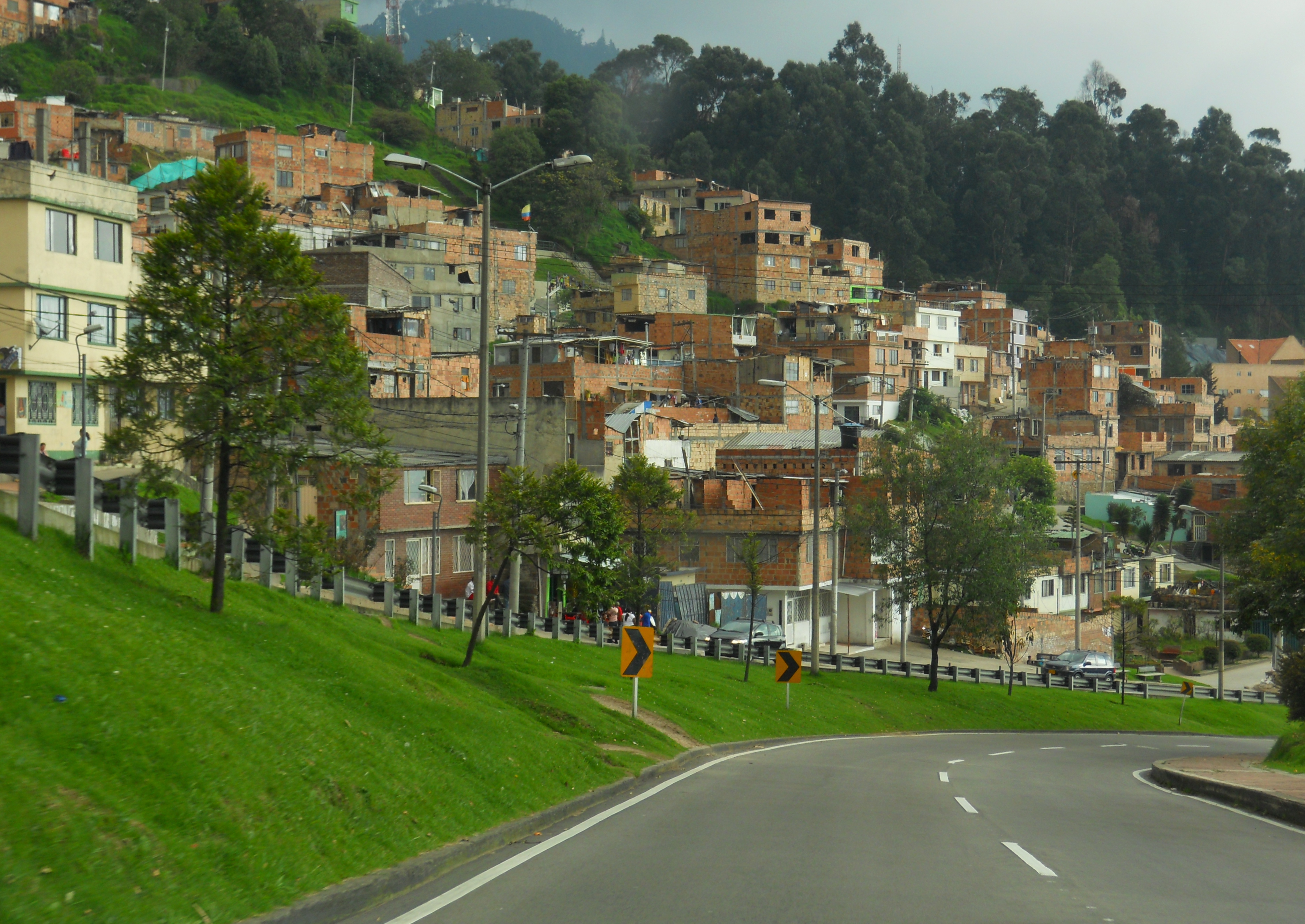
El barrio Pardo Rubio desde la avenida Circunvalar.

Tras el Acuerdo 26 de 1972 que constituyó dieciséis Alcaldías Menores del Distrito Especial de Bogotá, ratificó a Chapinero a integrar con otros barrios circunvecinos, la Alcaldía Menor de Chapinero, administrada por el Alcalde Menor correspondiéndole como nomenclatura el número 2, con límites determinados, y siendo ratificada y establecidos sus límites mediante el Acuerdo 8 de 1977.
La Constitución de 1991 le dio a Bogotá el carácter de Distrito Capital, en 1992 la Ley 1 reglamentó las funciones de las Juntas Administradoras Locales (JAL), de los Fondos de Desarrollo Local y de los Alcaldes Locales, y determinó la asignación presupuestal de las localidades. Por medio de los acuerdos 2 y 6 de 1992, el Concejo Distrital, definió el número, la jurisdicción y las competencias de las JAL.
Bajo esta normativa, se elevó la zona de Chapinero al carácter de Localidad, conservando sus límites y nomenclatura, administrada por el Alcalde Local y la JAL, con un total de siete Ediles. Finalmente, el Decreto - Ley 1421 determina el régimen político, administrativo y fiscal bajo el cual operan hasta hoy las localidades del Distrito.
El Chapinero original en tanto continuó creciendo, generando más y más barrios dependientes de él a su alrededor y transformándose hasta llegar a ser un importante sitio residencial primero, importante sector comercial y de diversión nocturna de la ciudad.
El 18 de diciembre de 2000 se estrenó el sistema de transporte masivo de Bogotá, TransMilenio, con carriles exclusivos para vehículos automotores articulados. la Línea A Caracas del sistema que le sirve a la Localidad.

### SigloXXI

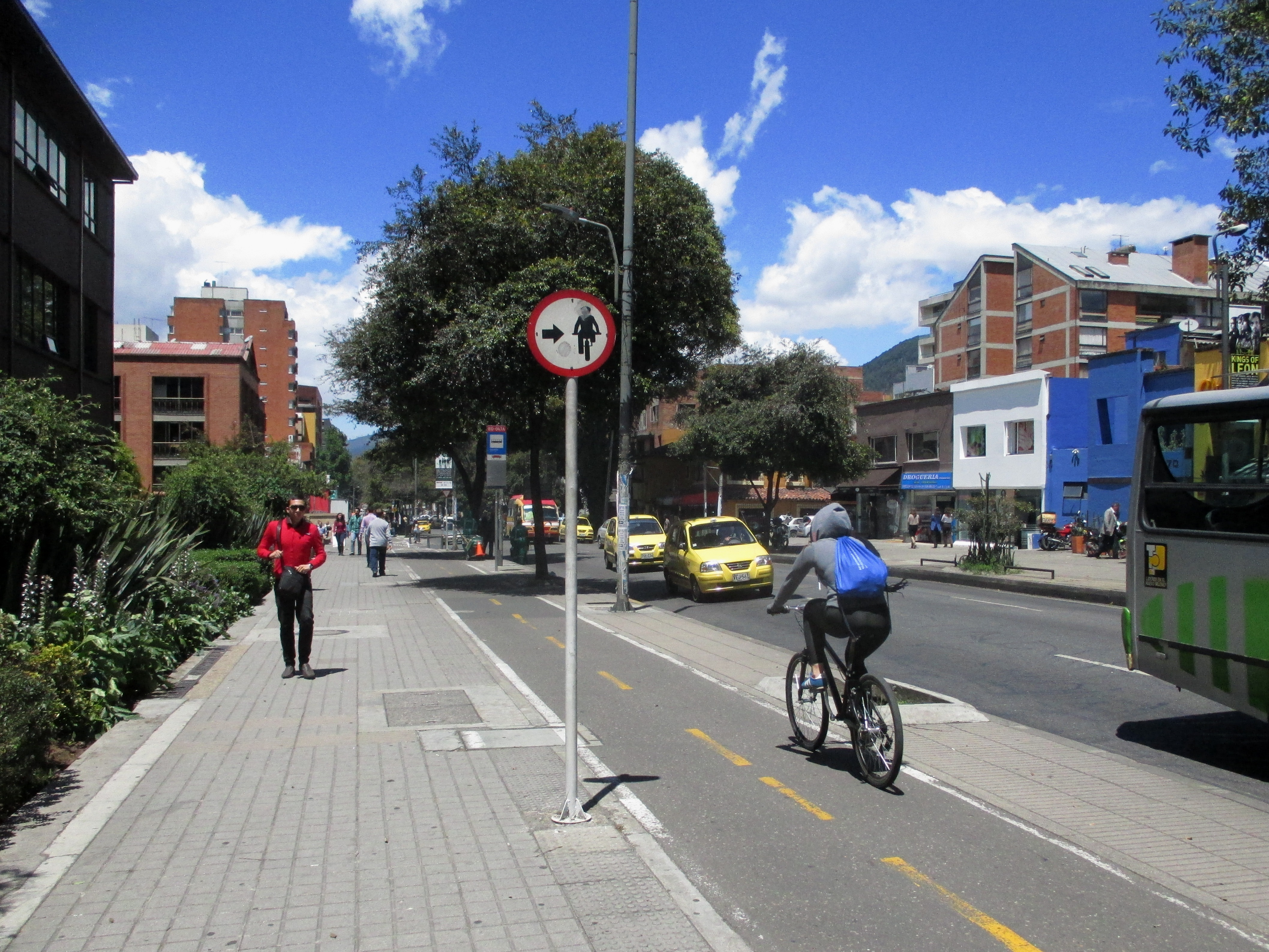
Ciclorruta por la carrera 11.

El 12 de mayo de 2001 se estrena la Línea B Autonorte del sistema TransMilenio que le sirven a la localidad.
En el siglo XX han vivido en Chapinero personajes como Alberto Lleras, Eduardo Santos, Agustín Nieto Caballero, Carlos Lleras Restrepo, Gabriel Cano, Misael Pastrana y Julio César Turbay.
Hoy Chapinero es llena de contrastes porque en ella están algunos de los barrios más exclusivos y con mayor valor por metro cuadrado de la ciudad y barrios de urbanización informal en los cerros. Chapinero tiene inmuebles en los seis estratos socioeconómicos desde el 1 Bajo Bajo al 6 Alto. 
También tiene varias zonas comerciales, desde los centros comerciales de mayor prestigio del país en el barrio El Retiro sobre la calle 82 a un sector en Chapinero Central con un progresivo deterioro urbano en la zona comercial tradicional ubicada sobre la carrera 13 entre calles 40 y 67. En cercanías de la Basílica de Lourdes entre calles 56 y 64 hay deterioro por prostitución, venta de droga y cercanía a la llamada zona de tolerancia.
En la localidad de Chapinero se ubican grandes empresas, bancos, la Bolsa de Valores de Colombia y varias de las residencias de embajadas como por ejemplo las de Suecia, Brasil, Chile, Argentina,  Rusia, China, Estados Unidos, Italia, España, Venezuela, Francia, Países Bajos,y Reino Unido entre otras. 
Dada su oferta comercial, educativa, de entretenimiento, y cantidad de oficinas, Chapinero es la localidad con mayor población flotante de la ciudad. 
En junio de 2006, el exalcalde Luis Eduardo Garzón, declaró parte de la localidad como la zona gay de Bogotá. En la localidad tiene sede el Centro Comunitario para la comunidad LGBT, único en América Latina.

## Política local
El gobierno local se compone de la Junta Administradora Local y el alcalde local (designado mediante terna por el alcalde Mayor). Al ser parte del Distrito Capital, todas las entidades y corporaciones de orden distrital tienen jurisdicción en la localidad. La alcaldía se encuentra ubicada en la Carrera 13 No. 54 - 74.
| Partido            | Partido | Escaños |
| ------------------ | ------- | ------- |
| Centro Democrático | CD      | 3/7     |
|                    | NL/EM   | 1/7     |
|                    | AV      | 1/11    |
|                    | PL      | 1/7     |
|                    | PH      | 1/7     |
|                    |         |         |

## Geografía humana

### Organización territorial
La localidad se divide en cinco UPZ y una UPR. Según el nuevo plan de ordenamiento territorial (POT), existirían nuevas divisiones llamadas Unidad de Planeamiento Local (UPL) que buscan reemplazar las actuales subdivisiones. Algunos de sus sectores históricos se encuentran en otras localidades, como Chapinero Occidental en Teusaquillo y Chapinero Los Alcázares en Barrios Unidos.

#### UPZ

##### UPZ 88 - El Refugio

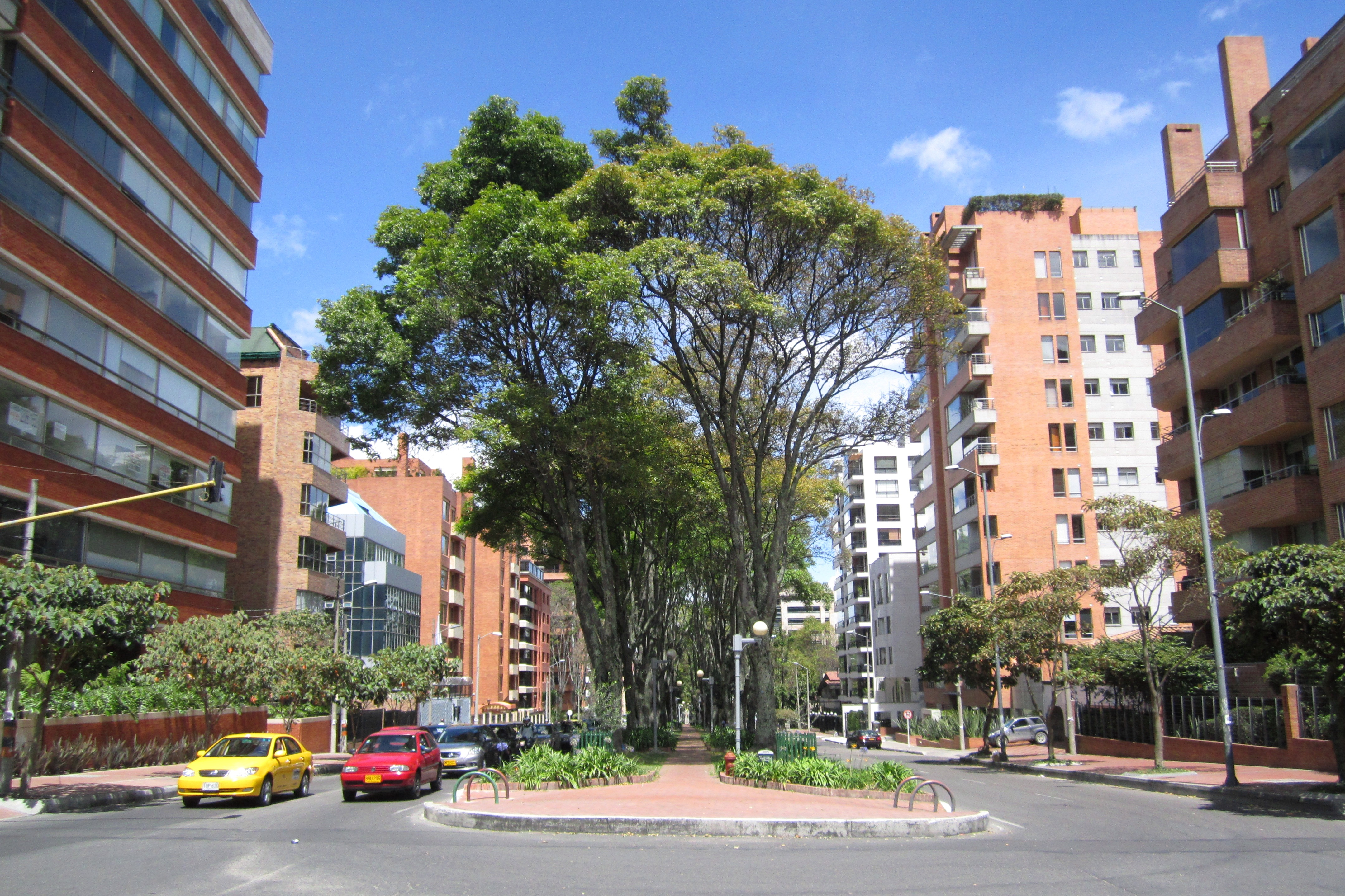
Barrio el Chicó.

Ubicada en el nororiente de la localidad. Hará parte de la UPL Chapinero.
- Área: 335.98 ha
- Límites:
  - Norte: Calle 100
  - Oriente: Perímetro Urbano y vía a La Calera.
  - Sur: Calle 69 bis
  - Occidente: Carrera 7
- Código Postal:
  - 110221 - Al norte de la Calle 72
  - 110231 - Al sur de la Calle 72
- Barrios: Bellavista, Emaús, Las Acacias, Chicó Alto, El Refugio, Los Rosales, Seminario y Toscana.

##### UPZ 89 - San Isidro Patios

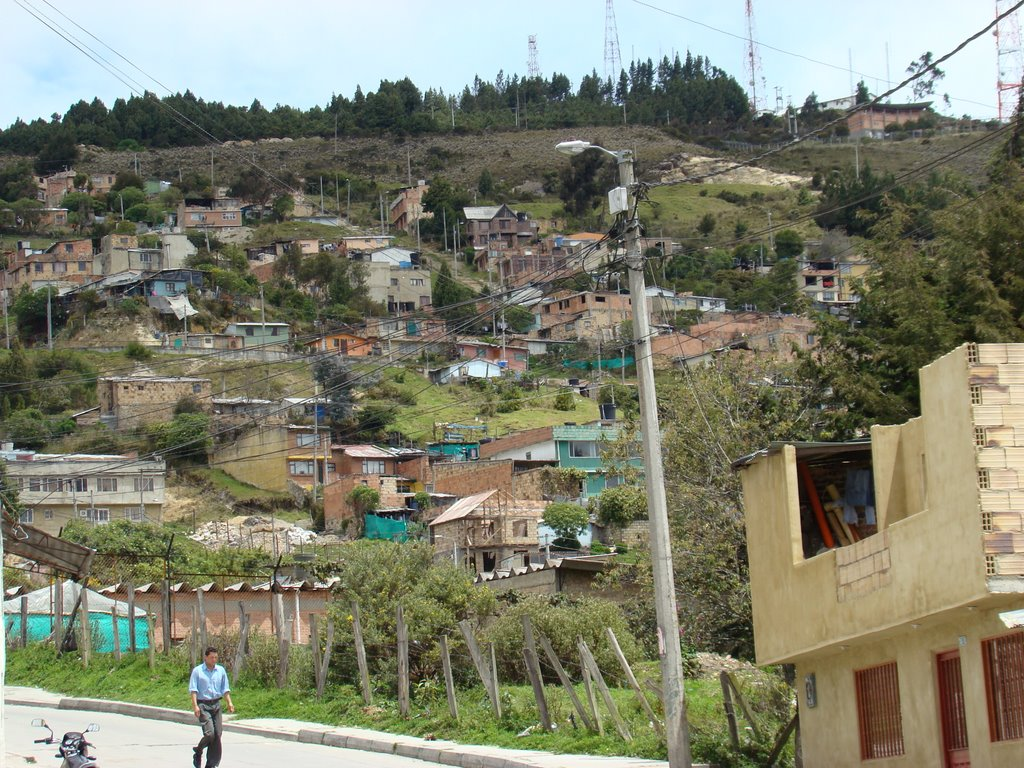
Barrio San Luis, ubicado en la Vía a La Calera.

Ubicada en el oriente de la localidad. Hará parte de la UPL Chapinero.
- Área: 113.02 ha
- Límites:
  - Norte: Av. Los Cerros
  - Oriente: Perímetro Urbano
  - Sur: Perímetro Urbano
  - Occidente: Perímetro Urbano
- Código Postal: 110221
- Barrios: La Esperanza Nororiental, La Sureña, San Isidro y San Luis Altos del Cabo.

##### UPZ 90 - Pardo Rubio

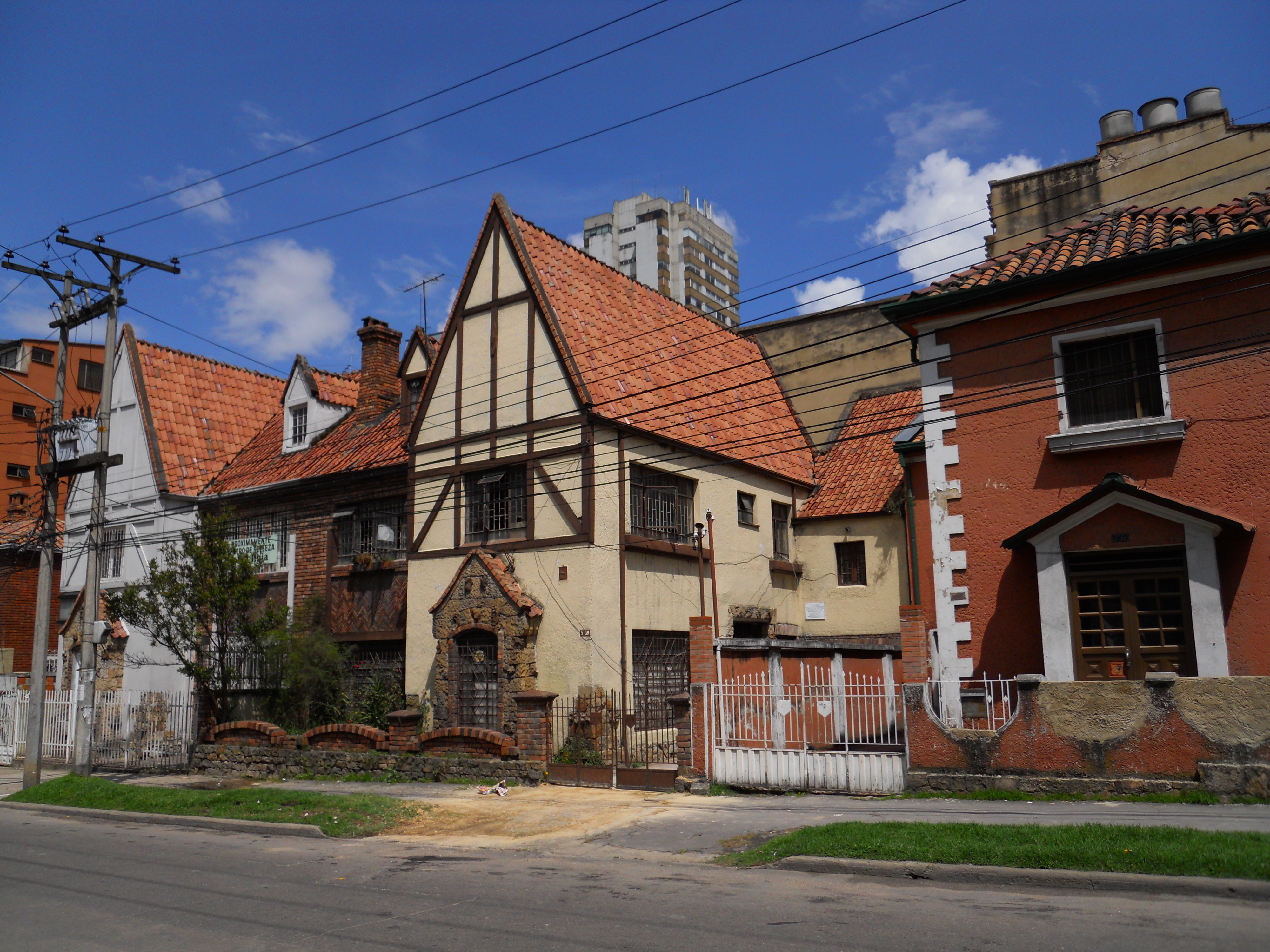
Barrio tradicional en Chapinero.

Ubicada en el suroriente de la localidad. Hará parte de las UPL Chapinero y Centro Histórico.
- Área: 285.19 ha
- Límites:
  - Norte: Calles 69 y 71
  - Oriente: Perímetro Urbano
  - Sur: Río Arzobispo
  - Occidente: Carreras 3B y 7
- Código Postal: 110231
- Barrios: Bosque Calderón, Bosque Calderón Tejada, Chapinero Alto, El Castillo, El Paraíso, Granada, Ingemar, Juan XXIII, La Salle, Las Acacias, Los Olivos, María Cristina, Mariscal Sucre, Cataluña, Palomar, Pardo Rubio, San Martín de Porres, Villa Anita y Villa del Cerro.

##### UPZ 97 - Chicó Lago

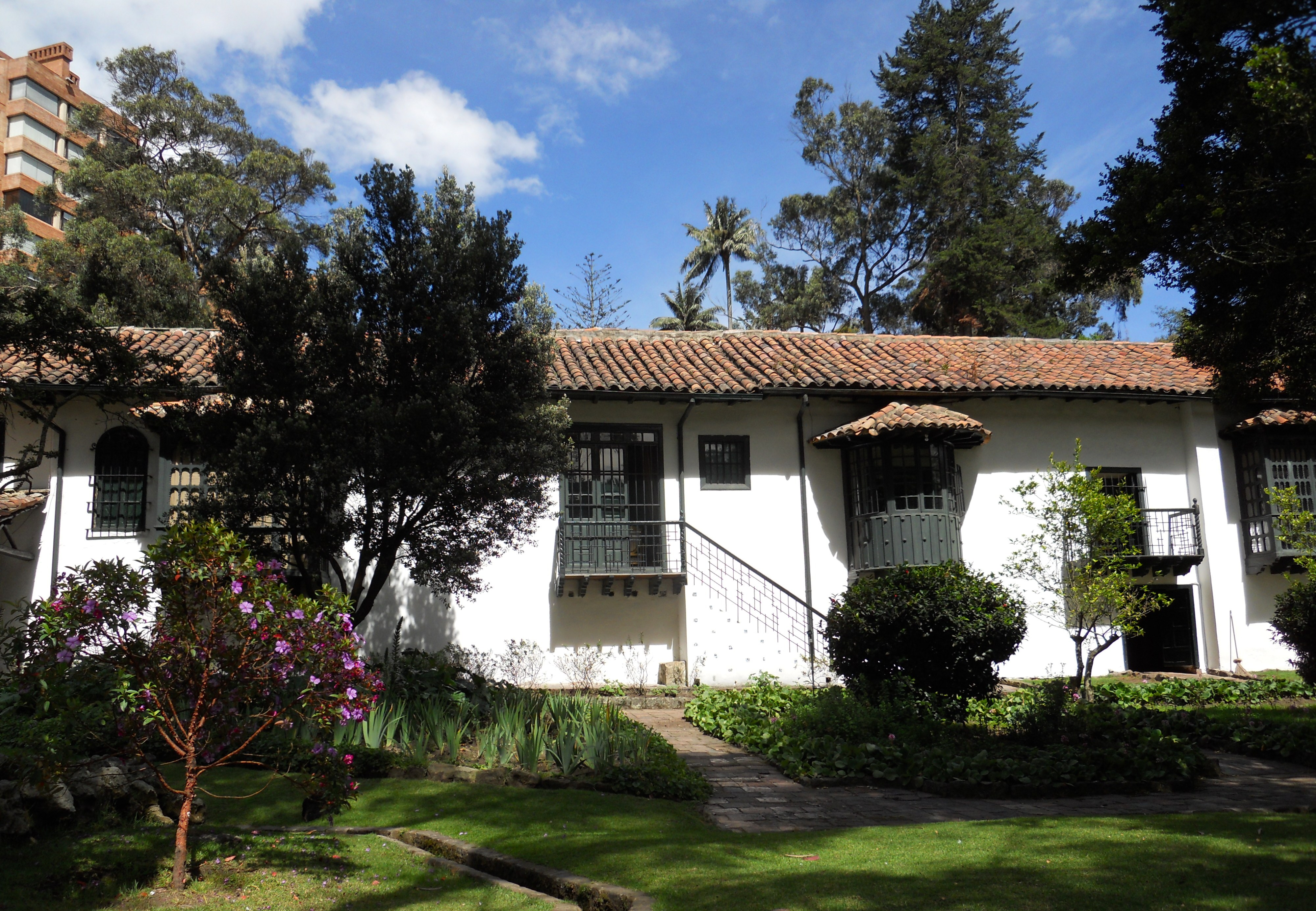
Casa museo El Chicó

Ubicada en el noroccidente de la localidad. Formará parte de la UPL Chapinero.
- Área: 422.45 ha
- Límites:
  - Norte: Calle 100
  - Oriente: Carrera 7 y 11
  - Sur: Calle 68
  - Occidente: Carreras 14 y 20
- Código Postal: 
  - 110221 - Al norte de la Calle 72
  - 110231 - Al sur de la Calle 72
- Barrios: Antiguo Country, Chicó Norte, Chicó Norte II, Chicó Norte III, El Chicó, El Retiro, Espartillal, La Cabrera, El Nogal, Lago Gaitán, Porciúncula y Quinta Camacho.

##### UPZ 99 - Chapinero

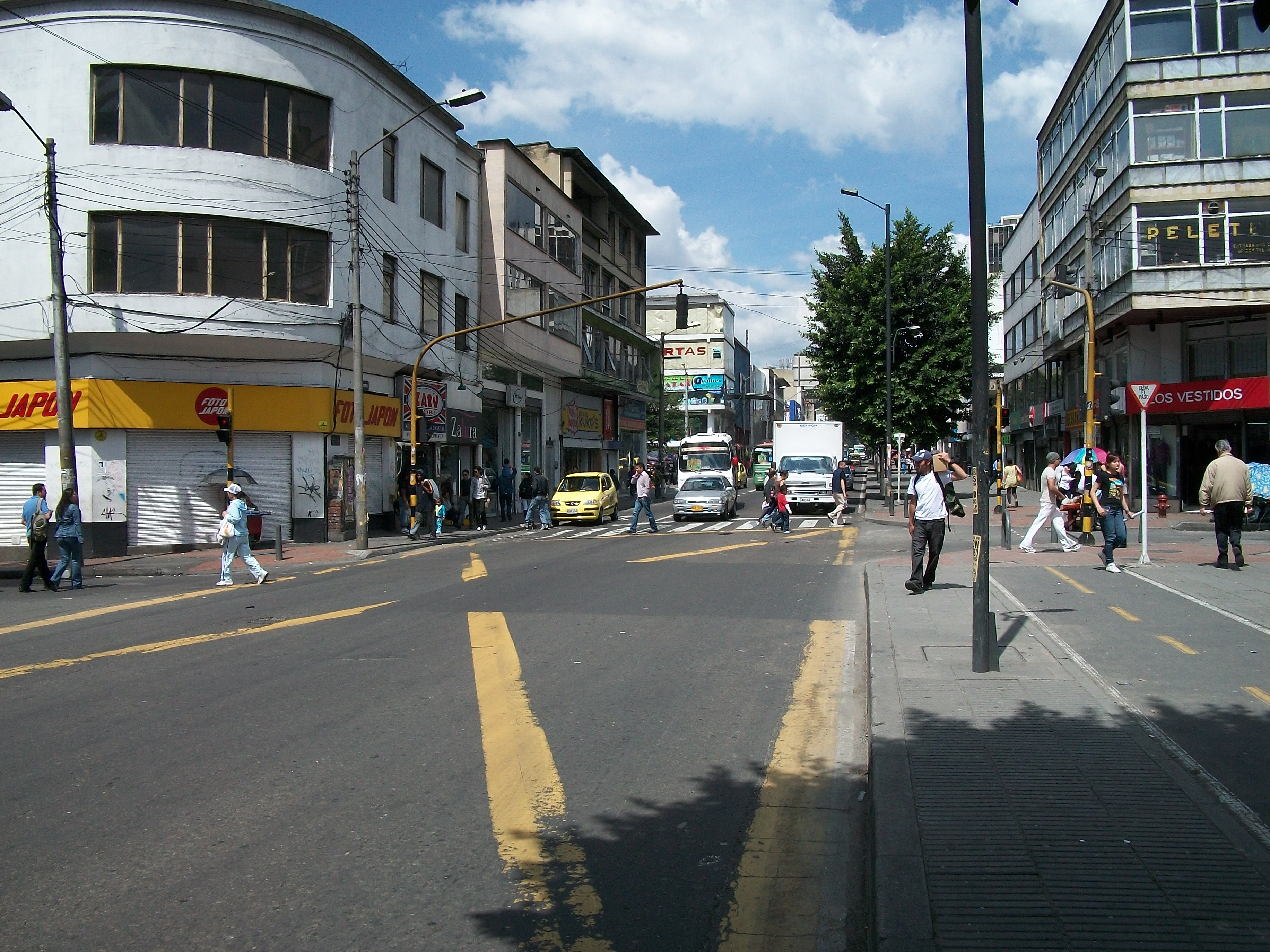
Chapinero central.

Ubicada en el noroccidente de la localidad. Hará parte de las UPL Chapinero y Centro Histórico.
- Área: 159.30 ha
- Límites:
  - Norte: Calle 68
  - Oriente: Carrera 7
  - Sur: Río Arzobispo
  - Occidente: Carrera 14
- Código Postal: 110231
- Barrios: Chapinero Central, Chapinero Norte, Marly y Sucre.

#### UPR

##### UPR 2 - Cerros Orientales

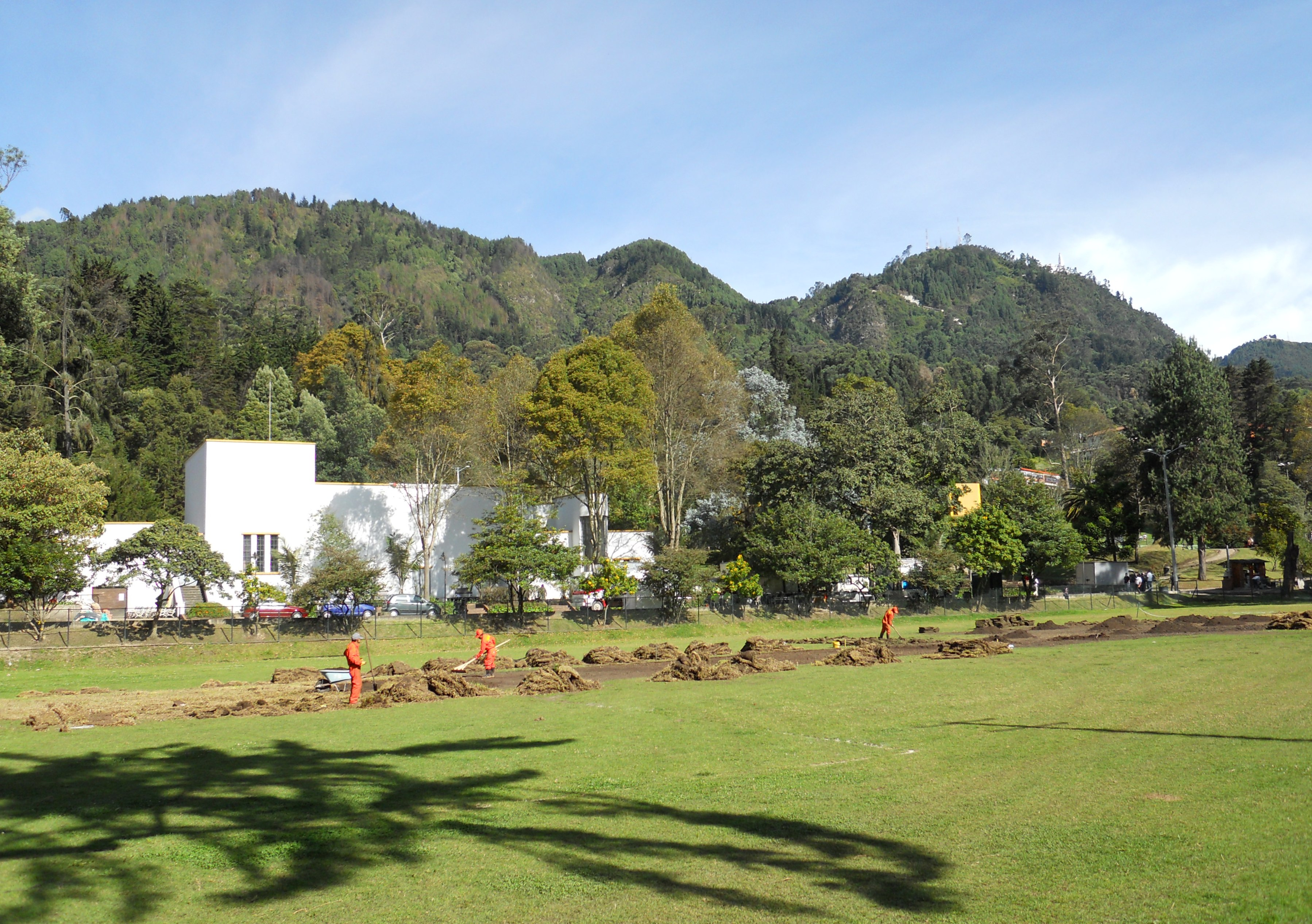
Cerros orientales.

Ubicada en el oriente de la localidad. Hará parte de la UPL Cerros Orientales.
- Área: 2,484.94 ha

- Límites:
  - Norte: Límite con Usaquén
  - Oriente: Límite Distrital
  - Sur: Límite con Santa Fe
  - Occidente: Perímetro Urbano
- Código Postal:
  - 110231 - entre la Calle 72 y el río Arzobispo
  - 110221 - entre la Calle 100 y 72
  - 110211 - Alrededores de San Luis
- Veredas: El Bagazal, El Páramo, El Verjón Bajo, Hoya Teusacá, Ingemar Oriental, Siberia

### Comunicaciones
Chapinero es la zona que más viajes atrae en la ciudad. Toda la localidad es considerada el "centro expandido" de la ciudad. Allí se encuentran localizados un gran número de lugares de trabajo de la ciudad. Por tal razón, Chapinero tiene un gran población flotante de personas que la visitan al día, pero que no residen ahí. De hecho, gran parte de las rutas del Sistema Integrado de Transporte Público SITP  pasan por el eje de la 11 y la 13 hacia el sur o la 7.ª y la 15 hacia el norte.

#### Conexiones

##### Malla vial
Las principales vías de la localidad son:
- Avenida Circunvalar (Carrera 1ª y 3ª)
- Avenida Alberto Lleras Camargo (Carrera 7ª)
- Avenida Germán Arciniegas (Carrera 11)
- Avenida Carrera 13
- Avenida Caracas (Carreras 14 y 20)
- Avenida Paseo del Country (Carrera 15)
- Avenida Paseo de los Libertadores (Autopista Norte, Carreras 20 y 45)
- Avenida Francisco Miranda (Calle 45)
- Avenida Pablo VI (Calle 53)
- Avenida Las Palmas o Gilberto Alzate Avendaño (Calle 57)
- Avenida José Celestino Mutis (Calle 63)
- Avenida Gabriel Andrade Lleras (Calle 68)
- Avenida Chile (Bogotá, Calle 72)
- Avenida Calle 82
- Avenida Calle 85
- Avenida NQS (Diagonal 92)
- Avenida Alejandro Obregón (Calle 92)
- Avenida Estado de Israel (Calle 94)
- Avenida España (Calle 100)

#### Transporte público

##### TransMilenio

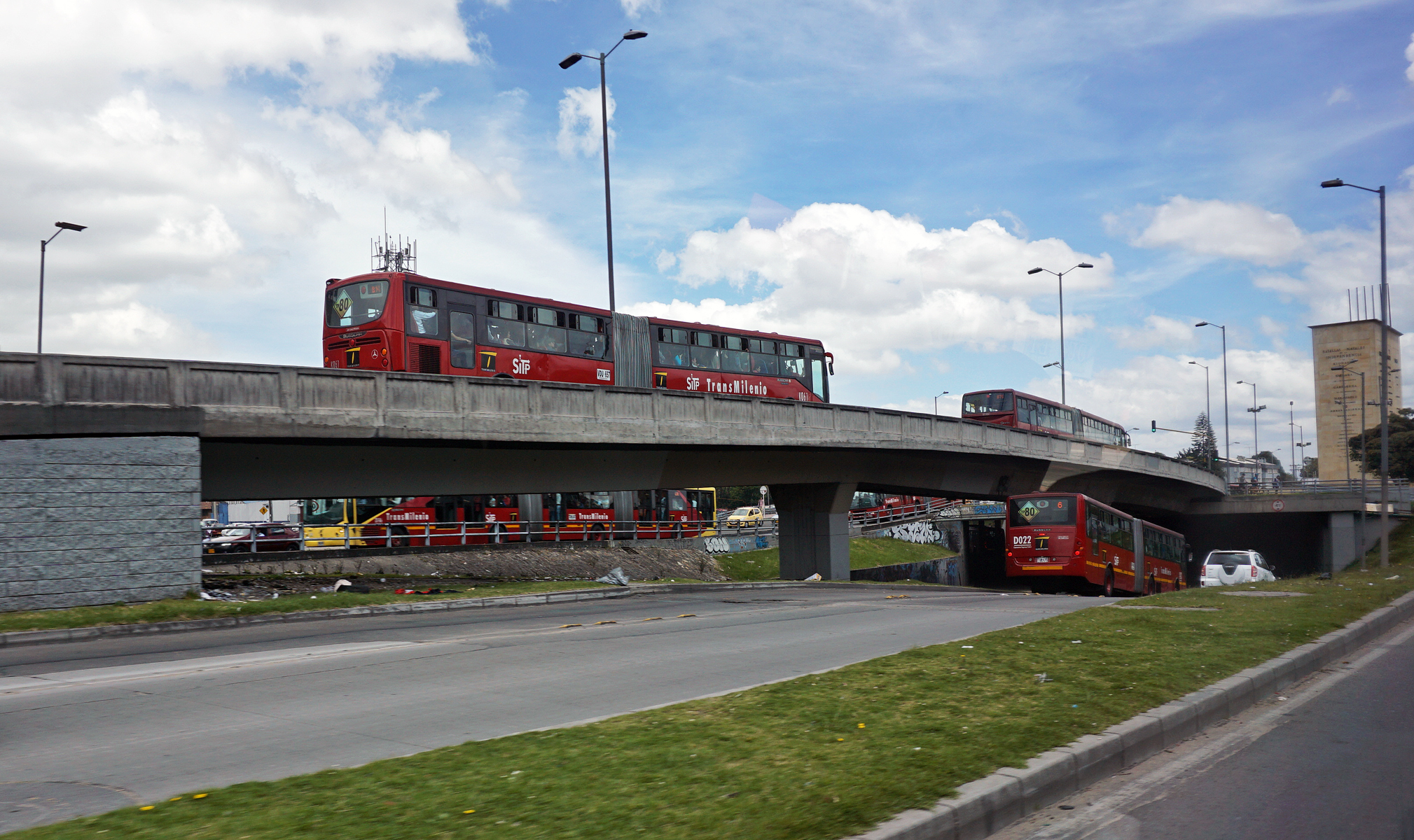
Intercambiador de la Avenida Caracas con Calle 80 del sistema TransMilenio.

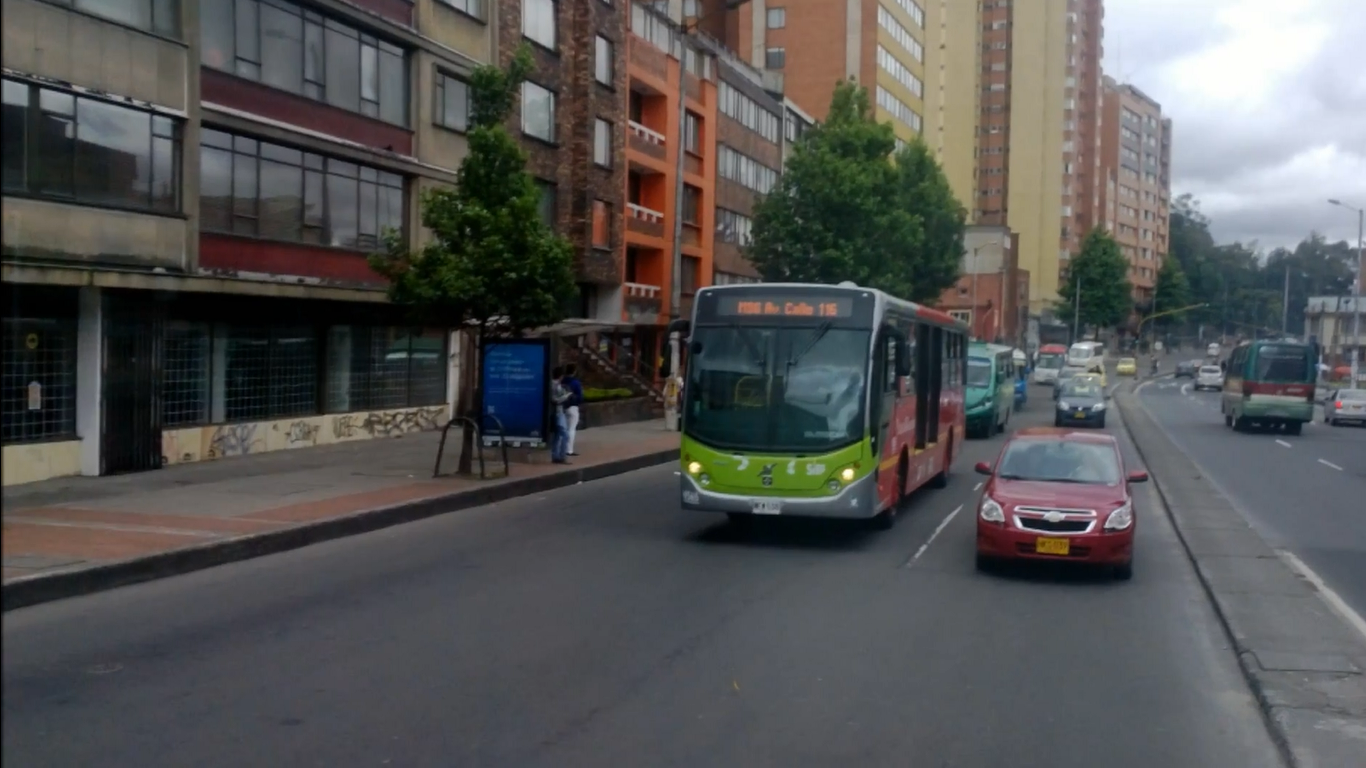
Bus dual en la Carrera Séptima.

| Troncal Caracas | Troncal Norte                                                | Troncal Carrera 7ª |
| --- | ------------------------------------------------------------ | --- |
| Calle 76 - San Felipe Calle 72 Flores - Areandina Calle 63 Calle 57 Marly Calle 45 - American School Way                                           | Calle 100 - Marketmedios Virrey Calle 85 - Gato Dumas Héroes | Calle 97A/100 Calle 94 Calle 90/92 Calle 86/87 Calle 81/82 Calle 78/79 Calle 74 Calle 70A/71 Calle 66 Calle 60/61 Calle 55/57 Calle 50/51 Calle 45 Calle 40 Calle 36/37 |
| En negrita las estaciones de intercambio, y en cursiva los paraderos de bus dual. Buses alimentadores Buses intermunicipales Buses complementarios |                                                              | |

##### Buses zonales
Las rutas de buses que tienen como destino esta zona de la ciudad tienen formato A000 y como destino muestran alguna de las siguientes locaciones: Chapinero, Chicó Norte, Estación Calle 100, Centro Andino, Porciúncula o Marly.

##### Proyecto de ferrocarril
Existen dos proyectos férreos en la localidad. El primero busca que el corredor férreo existente en la Av. Alejandro Obregón vuelva a ser utilizado para transporte de pasajeros a través del proyecto del RegioTram; El segundo es la primera línea del Metro de Bogotá, la cual discurriría sobre la Av. Caracas y Av. Paseo de los Libertadores.

##### Bicicleta

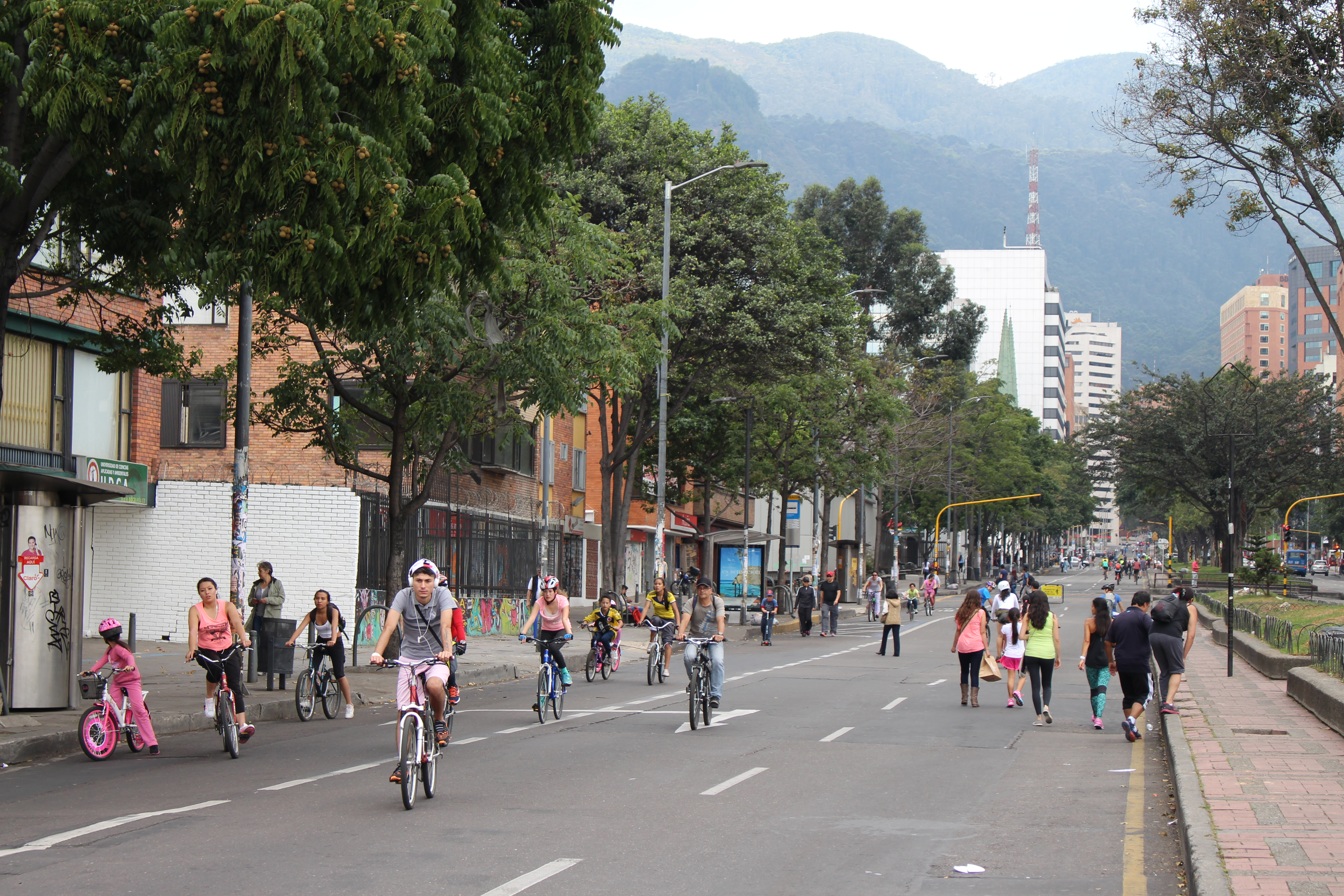
Ciclovía dominical en la Avenida Chile.

La localidad cuenta con la red de ciclorutas en la Carrera 11, que enlaza con la Carrera 13 en el Parque Lourdes, y la ciclovía dominical en la Carrera Séptima.

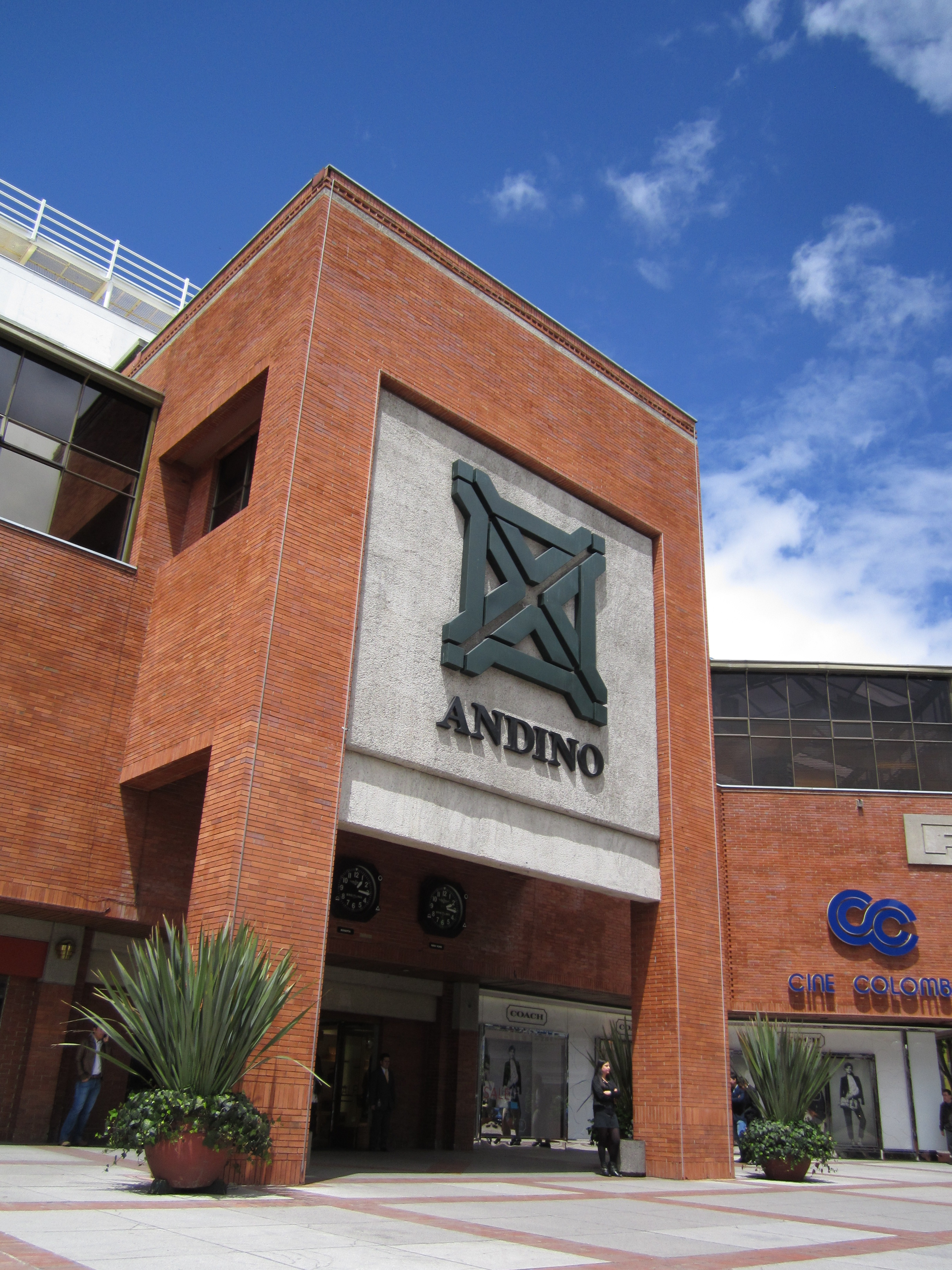
Entrada principal del centro comercial Andino.

### Economía
La localidad es una zona de gran actividad comercial cuyo núcleo es la Plaza-Parque de Lourdes y se extiende a lo largo de la Avenida Caracas y de la carrera 13.
Sobre la Avenida Chile o calle 72 se concentra la mayor actividad financiera del país, así mismo en la calle 100 innumerables centros comerciales la zona rosa, zona T, zona G y algunos de los barrios más exclusivos de la capital.
Entre sus residentes predomina la clase media alta y la clase alta, el estrato socioeconómico 4, 5 y 6. Chapinero es una de las localidades tradicionales de la ciudad. Esta localidad, en buena parte está compuesta por zonas de reserva (cerros Orientales). Sus cursos fluviales más destacados son el río Arzobispo, en el que desemboca el San Francisco, y la quebrada El Virrey, que forma parte del sistema del río El Salitre, desembocando en el Bogotá. 
Hay tres sectores de gran importancia comercial en la localidad:
- Zona Rosa, alrededor de la Calle 82, se encuentran galerías de arte, almacenes y tiendas que venden artículos para regalo y uso personal. “La Calle del Sol”, Carrera 14 entre Calles 82 y 84, agrupa excelentes y exclusivas boutiques, diseñadores y casas de alta costura. En las Calles 79 B y 80 entre Carrera Séptima y Avenida Novena se encuentra gran cantidad de anticuarios.

- Gran Chapinero, el comercio se extiende básicamente sobre el eje de la Carrera 13. Posee almacenes de ropa, artículos de cuero y calzado, telas, adornos, librerías, papelerías y disco tiendas. Cuenta con algunos centros comerciales.
- Avenida 100, donde se ha instalado la hotelería que atrae de preferencia a los ejecutivos de empresas, con buena dotación de ayudas comerciales, comunicaciones, informática, etc. y muchos sitios de encuentro para hombres de negocios, es el sector de mayor costo. Es el límite que divide Chapinero y Usaquén. Allí se encuentra el World Trade Center de Bogotá y su importancia como zona de negocios es única en la ciudad.

Se encuentran grandes centros comerciales como: Avenida Chile (antiguo Centro Comercial Granahorrar), El Retiro, Andino, Atlantis Plaza, Los Héroes, El Lago y Unilago, estos últimos especializados en computación.
En Chapinero hay una multitudinaria oferta hotelera, además que en sumando hoteles cercanos de otras localidades, la oferta aumenta. Algunos de ellos son, Windsor House, Morrison, Lugano Imperial Suites, Casa Medina, Charleston Bogotá, Bogotá Royal, Andino Royal, Boheme Royal, Pavillon Royal, Suites Jones, Rincón del Chicó, Portón Bogotá, Neuchatel, Gran Avenida, Excélsior, Gran Marqués, Diamante Central Park, Colonial Bogotá, Avenida 72, Embassy Suites Hilton Bogotá y Suites Real 97. Se destacan el Windsor, Casa Medina, el Charleston y las Suites de la Embajada del Hilton.

## Servicios públicos

### Educación

#### Básica y media
- Colegio del Sagrado Corazón de Jesus Bethlemitas
- Colegio Inglaterra Real de Chapinero
- Colegio Manuela Beltrán
- Gimnasio Moderno
- Institución Educativa Distrital Antonio José de Sucre
- Institución Educativa Distrital San Martín de Porres
- Institución Educativa Distrital Simón Rodríguez
- Liceo Francés de Bogotá

#### Superior

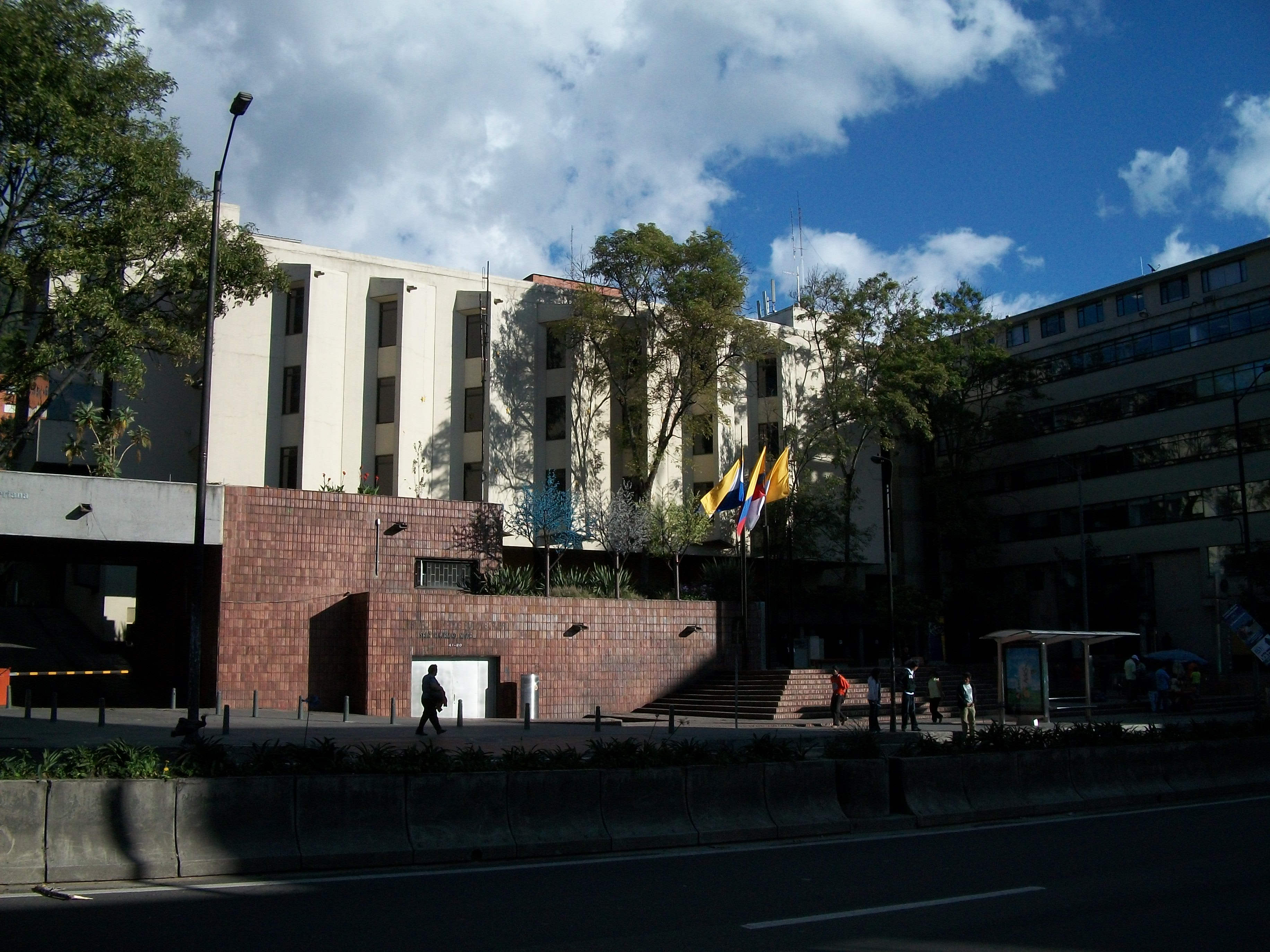
Pontificia Universidad Javeriana

Varias universidades tienen sus sedes y campus en Chapinero. Este es el segundo sector de la ciudad con más instituciones universitarias después de La Candelaria.  

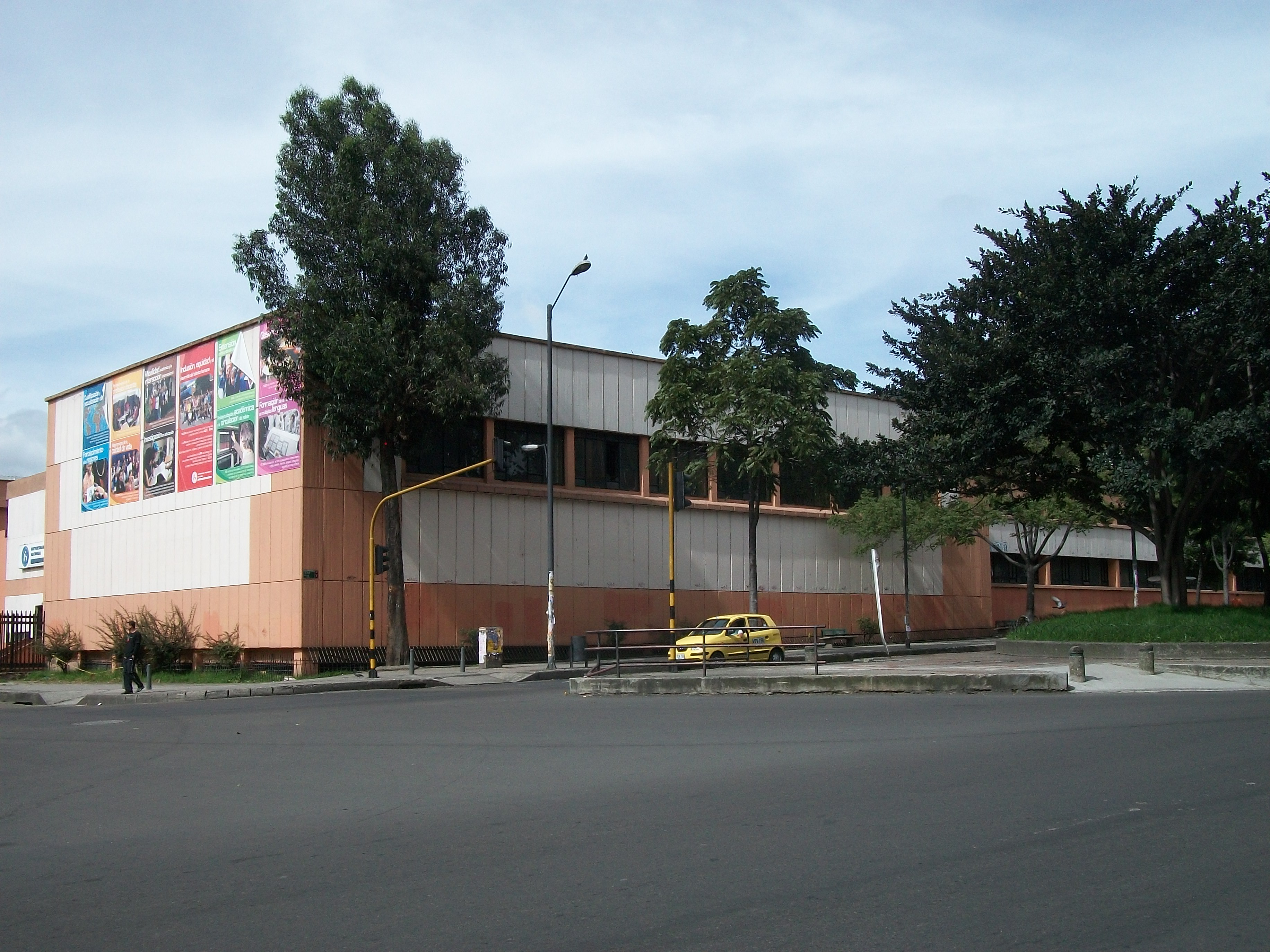
Universidad Pedagógica Nacional

- Corporación Universitaria de Asturias
- Corporación Universitaria Iberoamericana
- Escuela de Artes y Letras Institución Universitaria
- Fundación Universitaria Konrad Lorenz
- Fundación Universitaria Monserrate
- Fundación Universitaria San Martín
- Institución Universitaria Politécnico Grancolombiano
- Pontificia Universidad Javeriana
- Universidad Antonio Nariño
- Universidad Católica de Colombia
- Universidad Central
- Universidad Cooperativa de Colombia
- Universidad de La Salle
- Universidad de Santander
- Universidad del Tolima
- Universidad Distrital Francisco José de Caldas

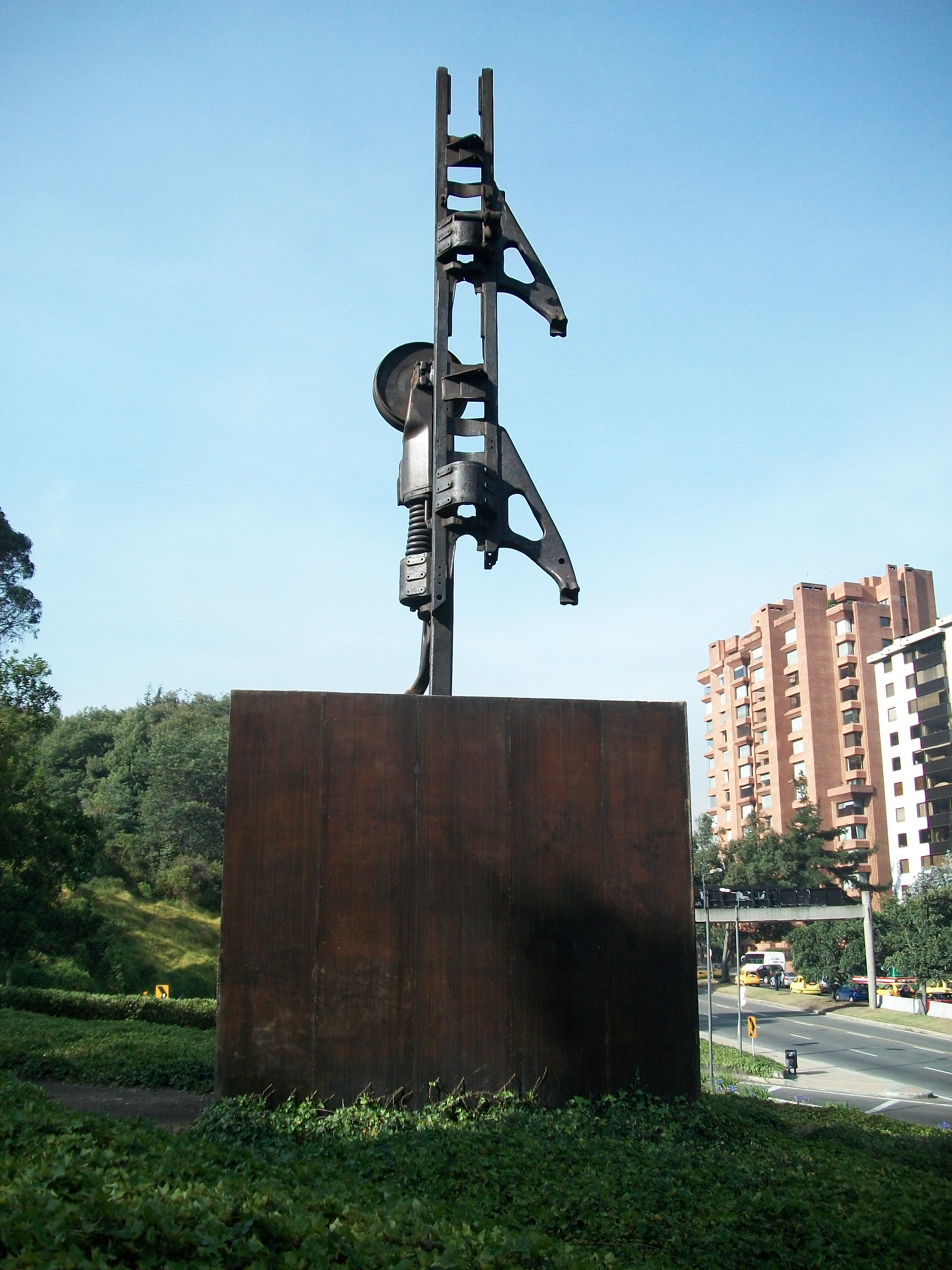
Homenaje a Gandhi de Feliza Bursztyn, ubicada en la carrera Séptima con calle 100, hacia el extremo nororiental de la localidad.

- Universidad EAN
- Universidad La Gran Colombia
- Universidad Latina
- Universidad Manuela Beltrán
- Universidad Piloto de Colombia
- Universidad Pedagógica Nacional
- Universidad Sergio Arboleda
- Universidad Santo Tomás

### Aseo

#### Basuras
El operador de recolección de basuras es la empresa Promoambiental Distrito.

### Salud

#### IPS Privadas
- Clínica Barraquer
- Clínica Colsanitas Ilarco
- Clínica Colsubsidio Calle 100
- Clínica de la Mujer
- Clínica del Country
- Clínica Infantil Colsubsidio
- Clínica La Inmaculada
- Clínica Los Nogales
- Clínica Marly
- Clínica Nueva El Lago
- Clínica Oftalmológica
- Clínica Santo Tomás
- Hospital Universitario San Ignacio
- Instituto Oftalmológico
- Liga Colombiana contra el Cáncer

#### IPS Públicas
- Hospital Militar Central

### Seguridad
- Estación de Bomberos 1 - Chapinero
- Estación de Policía 2 - Chapinero

## Cultura

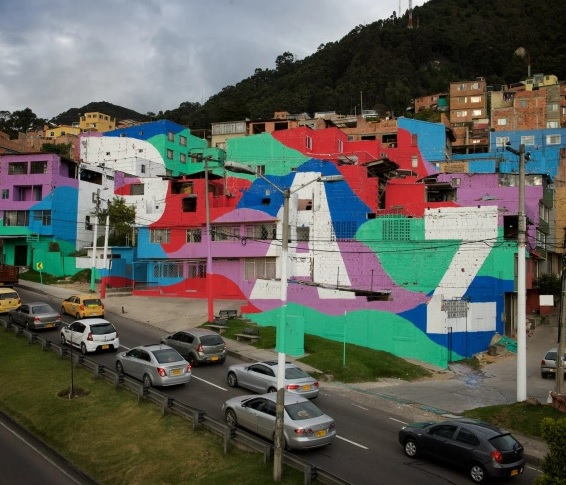
Mural gigante de Seb Toussaint, en Mariscal Sucre.

En la localidad de Chapinero hay algunos sectores declarados como zona de Interés Cultural de la ciudad. Se destacan los barrios de Quinta Camacho, Chapinero y el Museo del Chicó.En el sector de Chapinero se encuentran varios teatros, cines y las dos más elegantes zonas de esparcimiento nocturno: la Zona Rosa y el parque de la 93.
Desde el siglo XIX, Chapinero es punto de encuentro de escritores, periodistas, músicos y artistas de toda la ciudad, debido a la concentración de librerías, cafés, estudios de grabación, bares y auditorios de conciertos, lo cual convierte a este sector, junto a La Candelaria y Teusaquillo, en una importante cuna de expresiones culturales urbanas ampliamente registradas por los medios de comunicación. El barrio ha inspirado obras como Los agüinaldos de Chapinero, de Eugenio Díaz, y publicaciones como El Cachaco,  la publicación alternativa Revista Chapinero, de proyectos musicales como el disco Gaitanista de Eduardo Arias y Karl Troller, bajo el seudónimo de Hotel Regina y la Orquesta Sinfónica de Chapinero, la novela Chapinero, del escritor bogotano Andrés Ospina y el libro Una idea descabellada, de Umberto Pérez y Luis Daniel Vega.
En esta localidad se ha desarrollado gran parte de la cultura musical bogotana, e incluso de Colombia, debido a que gran parte de los bares, estudios y auditorios de la ciudad se ubican en esta zona.

#### Sitios destacados

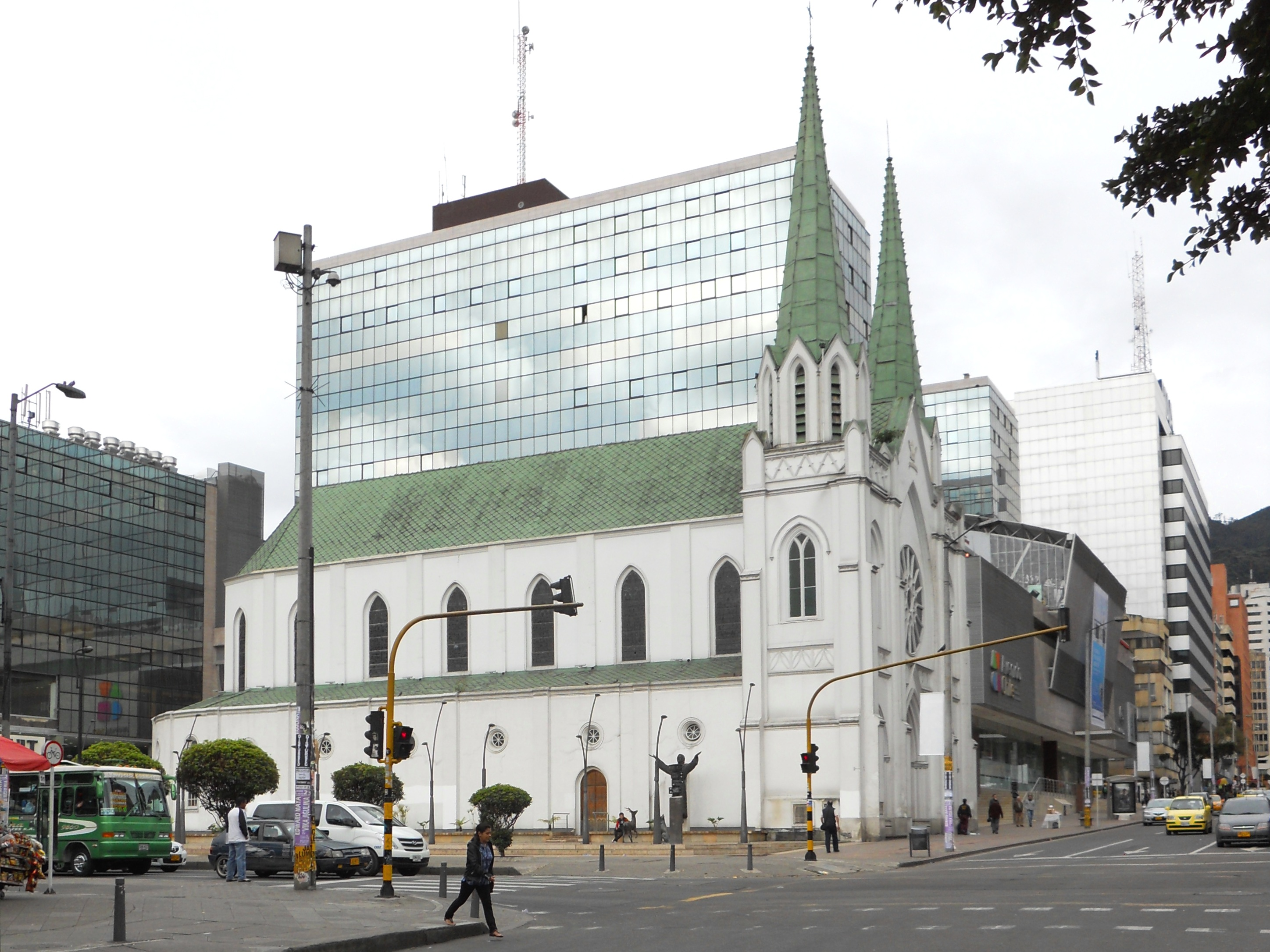
Centro comercial Avenida Chile y la Parroquia Nuestra Señora de los Ángeles - La Porciúncula

Algunos sitios destacados de la localidad son la Zona Rosa y su mayor punto de reunión, el Parque de la 93, así mismo hay otra zona bohemia en Chapinero Central de la carrera Séptima a la avenida Caracas desde la calle 45 a la calle 63, son lugares visitados por propios y por turistas por la amplia oferta que ofrecen, bares, restaurantes, supermercados, centros comerciales, zonas verdes o clubes privados.
La calle 55 desde la Avenida Caracas hasta la carrera 13, es la Calle de los Mariachis de la ciudad. Allí se encuentran establecimientos y grupos de mariachis. En cuanto a cultura destaca el Parque de los Hippies, el Museo del Chicó, la Plaza-Parque y la Basílica Santuario Metropolitano Nuestra Señora de Lourdes, centro de la localidad y la Parroquia Nuestra Señora de los Ángeles - La Porciúncula.

En Chapinero están la mayoría de los barrios más exclusivos de Bogotá, siendo estos Los Rosales, El Refugio, La Cabrera, El Retiro, El Nogal y El Chicó. Las familias más tradicionales de la capital y las personas con mayores ingresos se asientan en estos barrios y otros del norte de la ciudad.

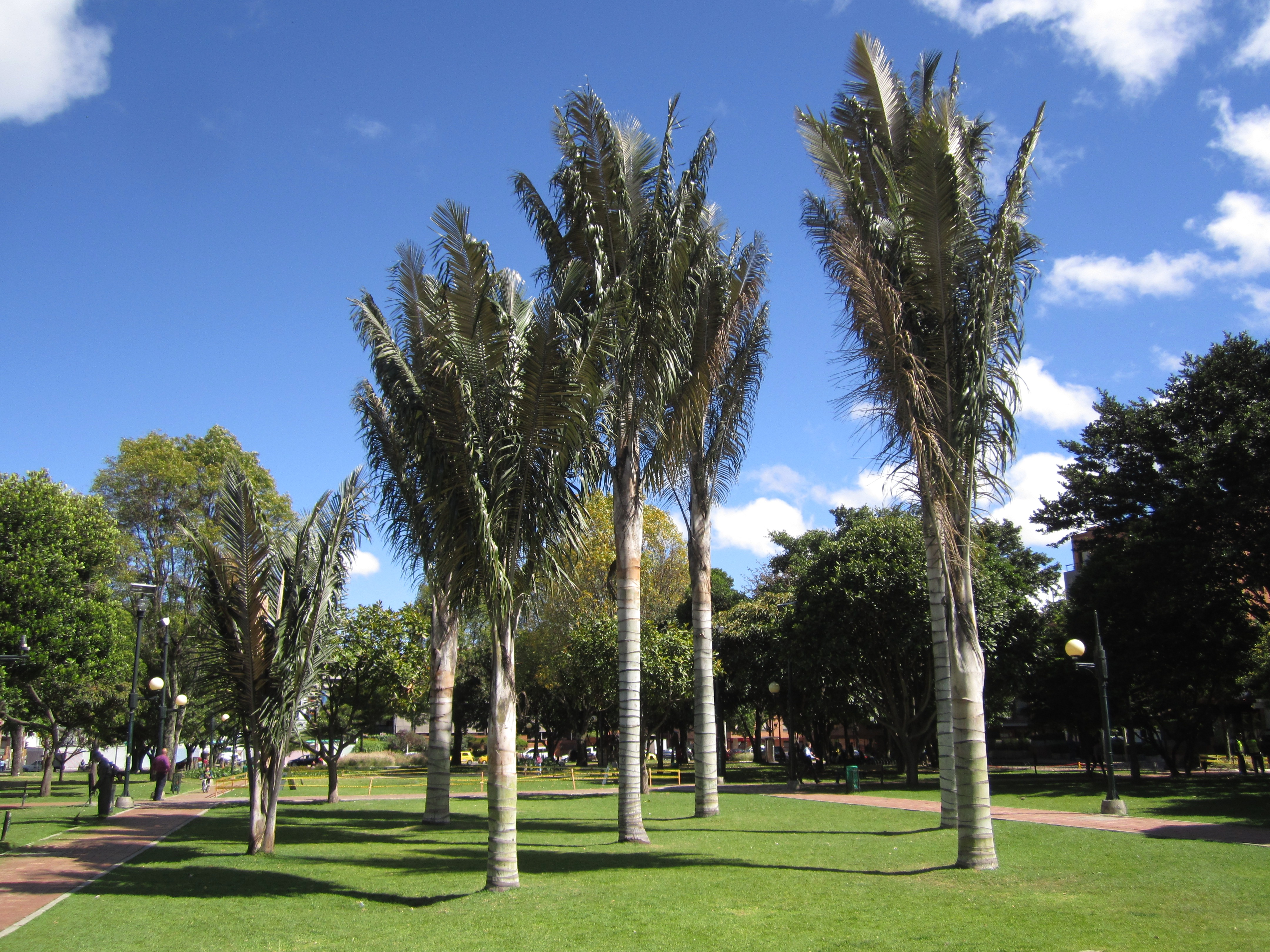
Palmas de cera en el parque de la 93.

## Deporte
En la localidad hay tres parques verdes importantes, El Virrey, el Parque Sucre o de los Hippies y el de la Academia Luis A. Calvo. Además comparte con la localidad de Santa Fe, el Parque nacional Enrique Olaya Herrera, el más tradicional del país, desde la llegada a la Avenida 39. Otras zonas verdes o puntos de interés deportivo importantes son el célebre Alto del Cable en los Cerros, Club de Suboficiales de la FAC, el América Tenis Club (donde juega el equipo nacional de Copa Davis) y la sede administrativa del equipo de fútbol de primera división Millonarios.
En la localidad queda la puerta de San Vicente del Museo del Chicó, inspiración para la creación del Chicó F. C., actual Boyacá Chicó.